# Deusto
Deusto (en euskera: Deustu) es el distrito número 1 de Bilbao (España). Tiene 49 193 habitantes (2019) y una superficie de 4,96 km².
Sus barrios ocupan solo 3,19 km² y el terreno restante es la ladera del monte Archanda y del monte Banderas.
Se divide en los barrios de Arangoiti, Ibarrekolanda, San Ignacio-Elorrieta y San Pedro de Deusto-La Ribera. La anteiglesia de San Pedro de Deusto fue municipio independiente hasta el 1 de enero de 1925, día en el que la capital vizcaína se anexionó su superficie para continuar con la expansión de la villa.
El distrito es regionalmente conocido como una zona de ambiente estudiantil al ser sede de la Facultad de Economía y Empresa de la Universidad del País Vasco, de la Escuela Oficial de Idiomas y, especialmente, de la Universidad de Deusto y de varios centros escolares.

## Ubicación
El distrito se ubica en el extremo noroeste de la villa de Bilbao y limita con los términos municipales de Sondica y Erandio al norte, al este con el distrito 2 Uríbarri y al sur y oeste se separa de los distritos 6 Abando y 8 Basurto-Zorroza por la ría de Bilbao.

## Historia

### La anteiglesia

Escudo de la antigua anteiglesia de Deusto.

Poco se sabe de la anteiglesia de Deusto, dado que durante la guerra civil española se destruyó mucha documentación. Queda, sin embargo, parte de la Torre de Larrako (trasladada al parque de Sarriko). La parroquia de San Pedro de Deusto data del siglo XIV. El asentamiento en Deusto contó con unos pocos caseríos desde el siglo XVI y su número fue creciendo paulatinamente desde entonces. La actividad portuaria y pesquera es la más destacada. Ya en el siglo XVIII, la población era eminentemente agrícola con cultivos principalmente de trigo y uvas.
En 1752 se erigió el primer ayuntamiento de la anteiglesia. Le siguió un segundo edificio construido en 1888, que fue derribado en la guerra civil. Al municipio le correspondía el escaño número 35 en las Juntas Generales de Vizcaya. Tradicionalmente, la república se dividía en La Ribera (de carácter marinero y comercial, con alguna casa notable como la de los Goossens) y el Goierri (área interior y rural, localmente reconocida por su chacolí y sus tomates).
A finales del siglo XIX, la zona recibe un importante impulso debido a la llegada del tren que unía Bilbao con el balneario de Las Arenas, en Guecho. El mismo permitía a los habitantes acercarse con sus productos al mercado de La Ribera de Bilbao, facilitando el trayecto que anteriormente se hacía a pie o a caballo. Si bien el proyecto de la línea ferroviaria existía desde 1872, la misma no se puso en marcha hasta el 1 de junio de 1897.

### La anexión a Bilbao

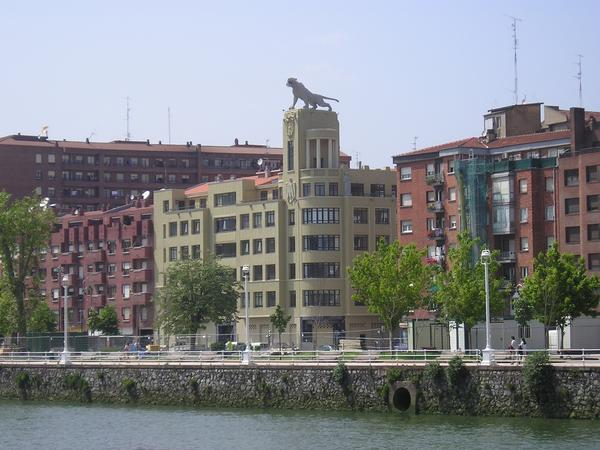
El Tigre, edificio emblemático.

El 29 de octubre de 1924, un Real Decreto establecía la desaparición de la anteiglesia de Deusto y su anexión a la villa de Bilbao, que se haría efectiva el 1 de enero de 1925. En el mismo decreto se ordenaba además la anexión de Begoña y de Luchana de Erandio. En el Acta de anexión del Ayuntamiento de la Anteiglesia de Deusto a la Villa de Bilbao consta la participación del entonces alcalde de Bilbao, Federico Moyúa, y de la Junta Vecinal de la entidad local menor de Deusto.
En los años siguientes se sucedieron una serie de planes por parte del arquitecto Ricardo Bastida para definir la primera configuración urbana el territorio, que seguía basado en caseríos. La explosión industrial de Bilbao originó, a mediados del siglo XX, una serie de chabolas en la falda del monte Banderas. A comienzos de los años 1950, Francisco Franco vio la zona y ordenó demoler estas precarias viviendas y levantar un barrio residencial obrero, proyecto que se llevó a cabo en la década siguiente y que casi agotó el terreno edificable.
Entre 1932 y 1936 se llevaron a cabo las obras del puente de Deusto, un puente levadizo que comunica el barrio con Abando. Durante la época franquista se conoció como el puente del Generalísimo.
En 1968 se puso en servicio un brazo de agua conectado por el lado noroeste a la ría conocido como el canal de Deusto, con la intención de descongestionar el tráfico del puerto de Bilbao. Con ello se formó la península de Zorrozaurre y en 2021 se finalizó el canal de Deusto tras lo cual Zorrozaurre se convirtió en una isla.

## Geografía humana

### Barrios
Oficialmente, los barrios en los que se divide el distrito son cuatro, aunque tradicionalmente los locales suelen dividirlo en fracciones más pequeñas. Surgen así Enécuri, Zorrozaurre y San Ignacio, entre otros.

#### Arangoiti

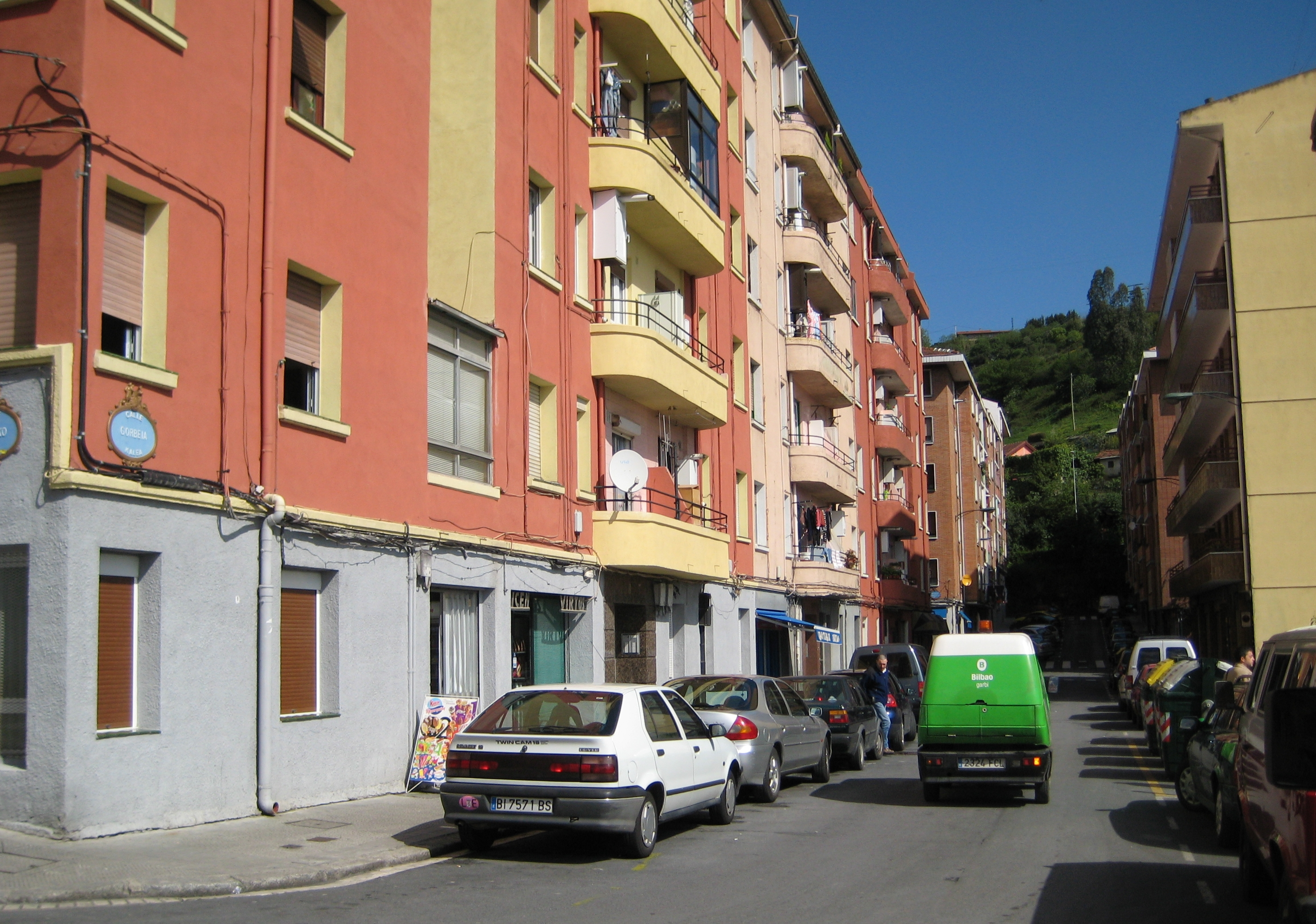
Calle Gorbea en Arangoiti.

Arangoiti es el barrio más pequeño y menos poblado del distrito, con 4304 habitantes y 0,13 km². Esto lo hace también el barrio con mayor densidad de población, con 33 108 hab./km². Se ubica en la falda del monte Banderas (223 m) y limita únicamente con el barrio de San Pedro de Deusto-La Ribera, con el cual se comunica mediante accesos peatonales y un ascensor que ha sido rehabilitado a mediados de 2007.
Desde 1959 se encontraba en el barrio la sede de la Escuela de Magisterio de la Universidad del País Vasco, edificio que fue derrumbado al trasladarse esta al campus de Lejona. En el solar se han construido varios bloques de viviendas.

#### Ibarrekolanda
Ibarrekolanda es el barrio ubicado en el centro del distrito. Limita al norte con San Ignacio-Elorrieta, al sur con San Pedro de Deusto-La Ribera, al oeste con el canal de Deusto y al este con el monte Banderas. Tiene una población de 10 183 habitantes y 0,39 km². Hasta mediados del siglo XX el barrio era huertas, caseríos y chalé de la burguesía bilbaína. De entre estos destaca la finca de Sarriko, perteneciente a los condes de Zubiria, hoy parque y Facultad de Economía y Empresa de la Universidad del País Vasco.
El símbolo de este barrio es el Arbolagaña o Txakolí del árbol, un singular txakolí que se distinguía por poseer un enorme y frondoso platanero donde estaba construida una plataforma en la que merendaban los comensales. El Arbolagaña fue derribado junto con el caserío en la década de 1970 para emprender la construcción de nuevas viviendas.
Es común referirse a este barrio como Sarriko, nombre de una antigua finca en la que hoy se asienta la Facultad de Economía y Empresa de la Universidad del País Vasco. La estación de metro situada en el barrio lleva el nombre de Sarriko.

#### San Ignacio-Elorrieta
San Ignacio-Elorrieta (en euskera San Inazio-Elorrieta) tiene una población de 13 712 habitantes en una superficie de 0,65 km² y una densidad poblacional de 21 095 hab./km². El origen del barrio moderno se remonta a la década de 1950 y fue construido por el Ministerio de Vivienda bajo el nombre de San Ignacio de Loyola como «barrio dormitorio» debido a la gran afluencia de inmigración a causa de la fuerte reindustrialización de la cuenca del Nervión después de la Guerra Civil. Para ello, la mayor parte de los terrenos, cultivos y caseríos de la zona fueron derribados para la construcción de las nuevas viviendas; sobreviven apenas unos pocos caseríos en Elorrieta y en la falda del monte Banderas. También siguió en pie la Casa Grande de Elorrieta, que se construyó a principios de siglo.
El barrio de Elorrieta data de 1897. En él se ubicó el Matadero de Deusto, junto a la linde con el municipio de Erandio. Elorrieta tenía un equipo de fútbol, el Racing de Elorrieta, que fue campeón de Vizcaya.
Asentado sobre el ensanche de Deusto, lleno de marismas y caseríos, San Ignacio fue construido a partir de la guerra civil. El extremo noroeste del barrio, Elorrieta, también contó con la primera estación depuradora de aguas residuales de España. Dicha estación fue en parte realizada por una epidemia de cólera (véase: Pandemias de cólera en España), que impulsó la necesidad de mejorar la calidad del agua y su tratamiento. Las obras empezaron en 1895 y terminaron en 1903 bajo el mando de Recaredo de Uhagón. Después de la Guerra civil su uso se limitó al distrito de Deusto. Paulatinamente fue cayendo en desuso hasta su expolio en 1996. Actualmente lo que queda de la casa de bombas se ha restaurado y el Gobierno Vasco lo ha declarado Bien de Interés Cultural.
El barrio cuenta con un equipo de béisbol, el San Inazio Beisbol Elkartea, en la División de Honor, la máxima categoría nacional. El mismo juega como local en el campo del Polideportivo de Recaldeberri.

#### San Pedro de Deusto-La Ribera

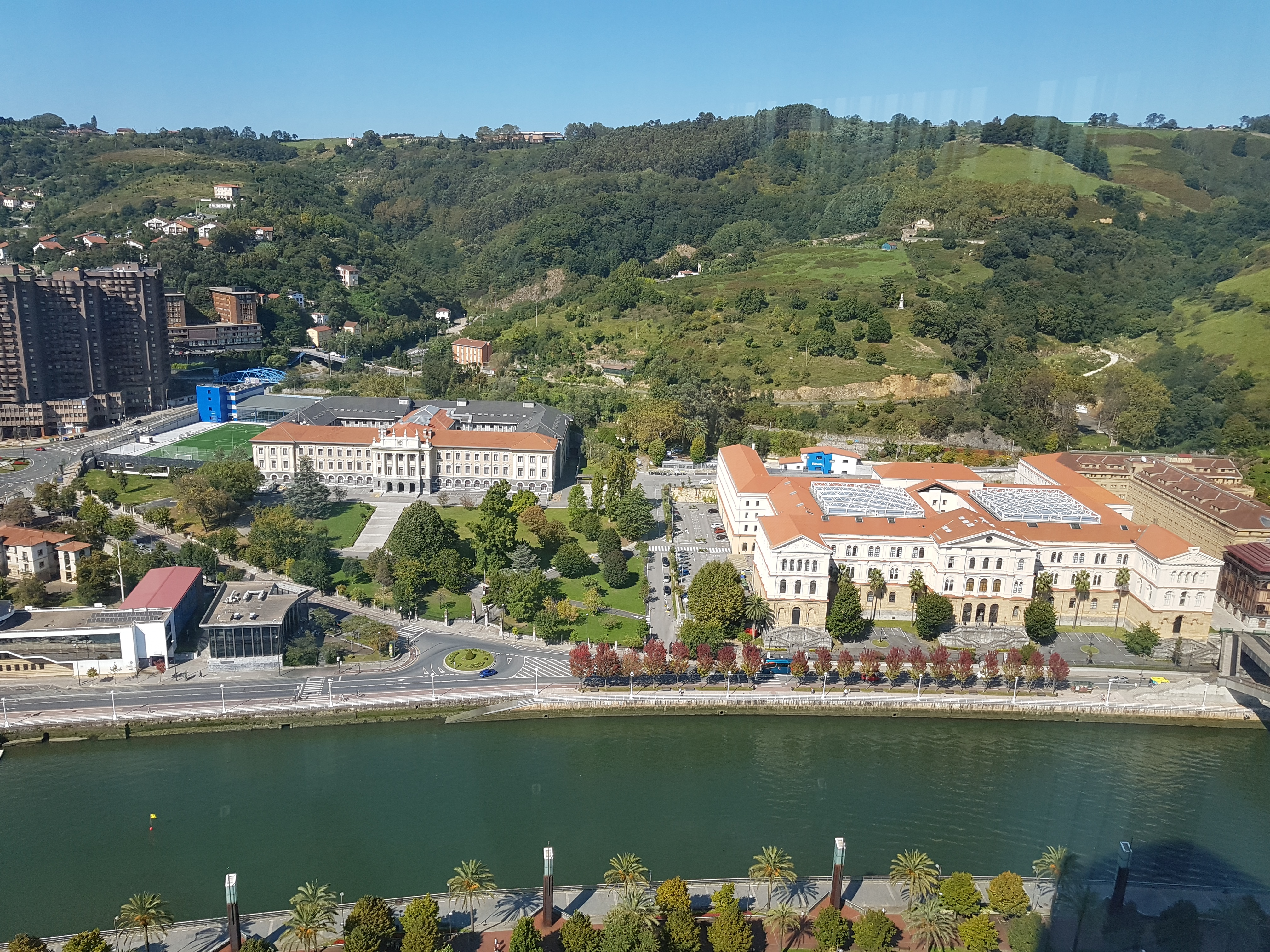
La Universidad de Deusto vista desde la torre Iberdrola marca el extremo este del barrio de San Pedro de Deusto-La Ribera.

San Pedro de Deusto-La Ribera (en euskera Deustu Doneperiaga-Deustuibarra) es el barrio más extenso y más poblado del distrito. Tiene una población de 20 734 habitantes y una superficie de 1,89 km², lo que da una densidad de 10 970 hab./km².
En el barrio se encuentra la iglesia de San Pedro de Deusto, de estilo gótico vasco, que fue el núcleo originario de la anteiglesia. 

##### Zorrozaurre
Zorrozaurre (en euskera y oficialmente: Zorrotzaurre) es el nombre que recibe la península que se formó después de la excavación del canal de Deusto. Tiene una superficie de 601 433 m² y una población de 452 habitantes. El nombre es un compuesto de Zorroza, barrio situado al otro lado de la ría y aurre, enfrente. Forma parte oficialmente del barrio de San Pedro de Deusto-La Ribera, aunque tradicionalmente se ha considerado un barrio aparte.

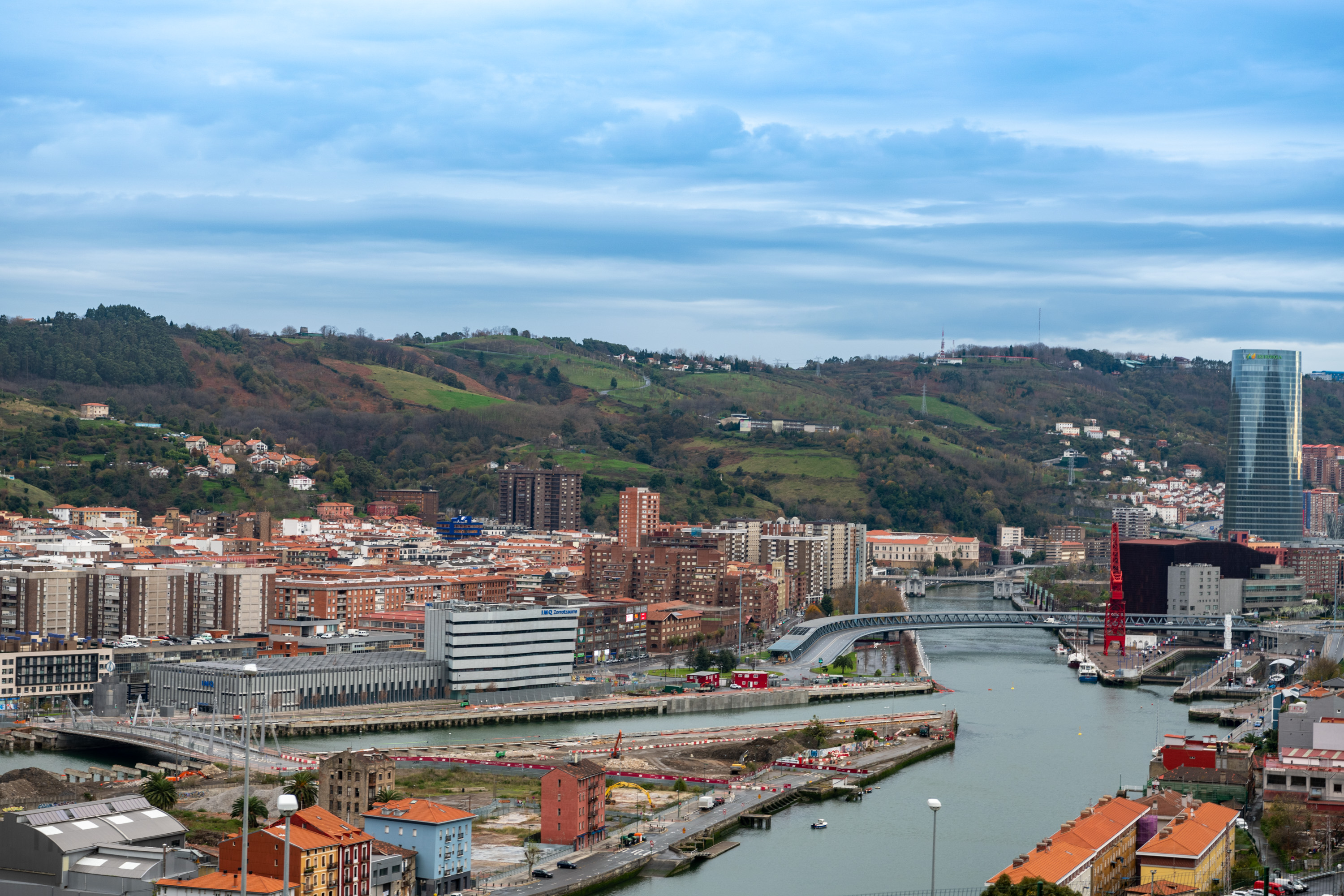
Zorrozaurre.

La península empezó a desarrollarse a principios del siglo XX, tras la apertura del canal de Deusto, en plena expansión industrial. Tuvo su apogeo en la década de 1950, época en la cual existieron grandes fábricas con más de 500 trabajadores cada una, restaurantes para los obreros y atascos en el tráfico. Pero en los años 1970 muchas de las empresas se trasladaron a otros puntos de la provincia y quedó en el barrio un puñado de ellas, que todavía sobreviven en la actualidad.
En 1989 se comenzó a gestar la idea de renovar el barrio. Durante los años siguientes se barajaron las posibilidades de ocupar el terreno en un parque tecnológico, paseos como el de Abandoibarra, e incluso un enclave para cruceros de lujo. En 2003 la Comisión Gestora para el Desarrollo Urbanístico de Zorrozaurre eligió a la arquitecta anglo-iraquí Zaha Hadid, ganadora del premio Pritzker de arquitectura, cuyo equipo presentó el 5 de octubre de 2007 el plan director, que estipula la conversión de la península en isla al continuar el canal de Deusto con una anchura de 75 metros, por motivos hidrológicos (hecho que inicialmente tuvo la desaprobación de los vecinos y comerciantes); su unión con Abando, Basurto-Zorroza y el resto de Deusto mediante ocho puentes (el que unirá la isla con Zorroza será de carácter móvil) y la construcción de 5680 viviendas, de las cuales 1420 serán de protección oficial.
Se preveía que las obras comenzasen en 2010, con un coste inicial de 291 millones de euros sin contar las viviendas, por lo que se estima un monto final de inversión de 1425 millones. Por otro lado, se ha afirmado que se mantendrán en pie 200 viviendas existentes como un "casco antiguo", dadas las quejas de los actuales vecinos, que reclamaban la rehabilitación de algunos edificios emblemáticos.

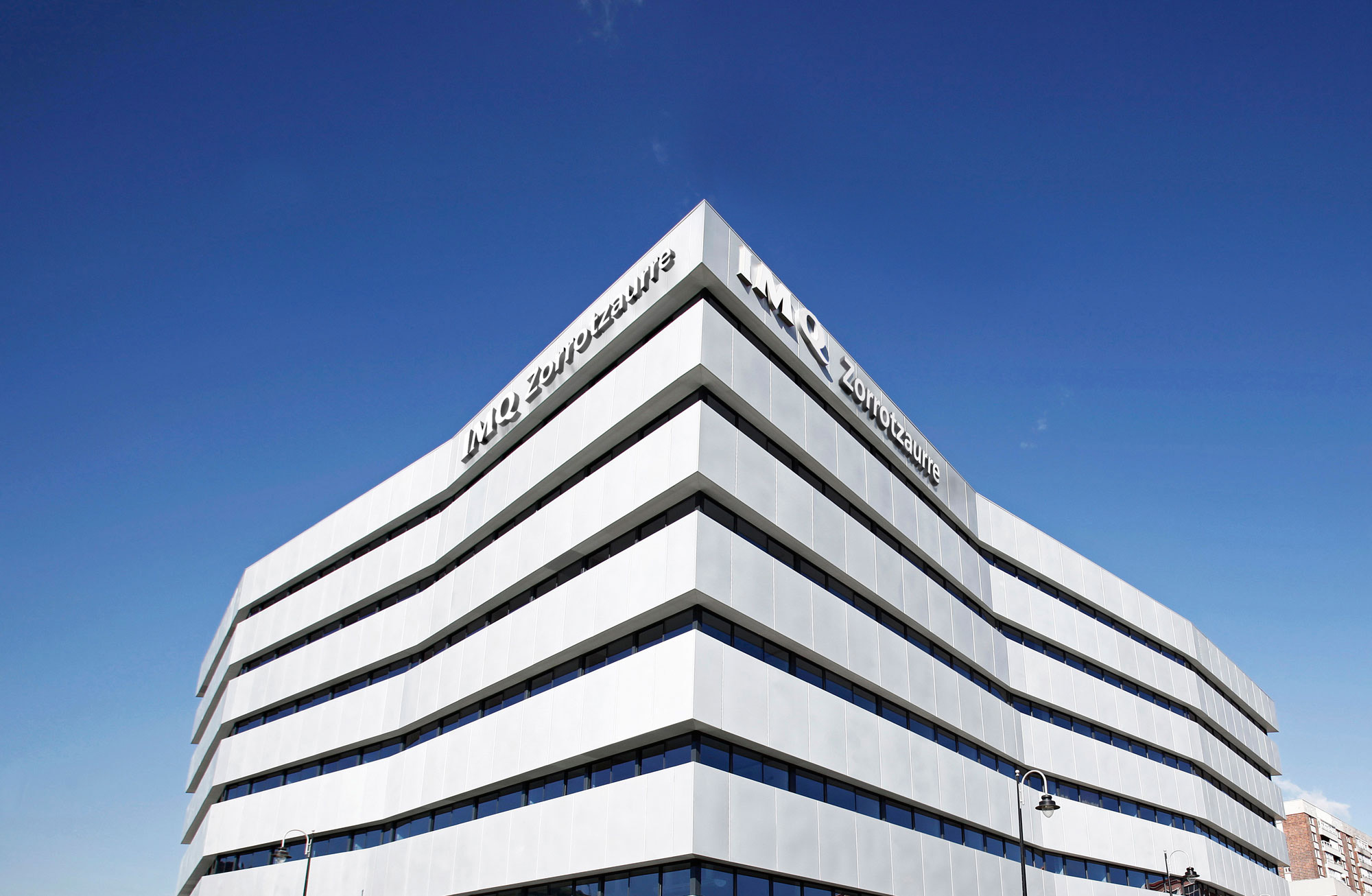
Clínica IMQ Zorrotzaurre.

En la isla de Zorrozaurre se construirán varios rascacielos que pertenecerán a diferentes empresas. Además, también se confirmó que el IMQ iba a construir una clínica en Zorrozaurre, cuyas obras comenzaron en 2009 y que, tras concluirse, constituye uno de los primeros nuevos edificios aledaños a la isla.

### Demografía
| Gráfica de evolución demográfica de Deusto entre 1842 y 1920 |
| |
| Población de derecho según los censos de población del INE Población de hecho según los censos de población del INEEntre el censo de 1930 y el anterior, este municipio desaparece porque se integra en el municipio 48020 (Bilbao) |

## Servicios públicos

### Bibliotecas
El distrito cuenta con dos bibliotecas que forman parte de la red municipal: la de Deusto y la de San Ignacio. La primera se inauguró en 1998 y se emplaza en un antiguo sanatorio. Por otra parte, la biblioteca de San Ignacio es de las más antiguas de la red, pues su inauguración ocurrió en 1966. Sufrió remodelaciones en 1986 y finalmente en 1996, cuando aumentó significativamente su superficie. Ambas se localizan en la arteria principal del distrito, la avenida Lehendakari Aguirre y entre las dos suman casi 40 000 documentos entre libros, publicaciones periódicas y material audiovisual. Además está la biblioteca propia de la Facultad de Economía y Empresa de la Universidad del País Vasco.

### Instalaciones deportivas
El distrito cuenta con dos complejos polideportivos en San Pedro de Deusto-La Ribera y en San Ignacio-Elorrieta. El primero —el denominado Polideportivo de Deusto— se encuentra frente al puente Euskalduna y fue construido en 1987 y remodelado en el verano de 2004. El mismo cuenta con una zona de gimnasio, un pabellón cubierto, una pista polideportiva de hierba, sauna y pista de squash. Por su parte, el polideportivo de San Ignacio cuenta con un campo de fútbol de hierba artificial, así como también de pistas de tenis, gimnasios, frontones y sala de ballet. Existe el proyecto de construir en un solar frente a este polideportivo, un palacio de hielo con capacidad para 2000 personas, pero el mismo se encuentra parado.

## Canal de Deusto
El canal de Deusto se trata de un brazo de agua artificial con orientación noroeste-sudeste y que casi divide el distrito completamente. La península que se formó recibe el nombre de Ribera de Deusto o Zorrozaurre.
Ya en los años siguientes a la anexión de la villa se planteó la posibilidad de abrir un canal en el sector con la finalidad de lograr «un mejor aprovechamiento de la vega para el servicio marítimo y comercial», como reza el Proyecto de Extensión Urbana de la Ilustre Villa Bilbao con las anexiones de Begoña, Deusto y parte de Erandio, redactado en 1929 por los arquitectos Segurola y Odriozola. Posteriormente se barajaron las posibilidades de modificar el cauce actual, o bien, construir uno nuevo. La primera fue descartada dado que implicaba la demolición de los edificios ubicados en la ribera, y además porque la segunda opción permitía un trazado más ancho, además que se evitaban las curvas de Elorrieta y Olaveaga, que dificultaban la navegación. 
El proyecto inicial fue aprobado en 1929, aunque la proximidad de la guerra civil hizo suspender las obras hasta que fuese aprobado un nuevo proyecto dos décadas más tarde. Las obras comenzaron en dos etapas, empezando la primera el 11 de octubre de 1950, y la segunda fase un año más tarde. El canal iba a consistir en una apertura total desde los astilleros de Euskalduna hasta Elorrieta, con una anchura de 130 m en su curva inicial hasta 100 m en su desembocadura; con una longitud de 2936 metros en el margen izquierdo y 2409 en el derecho, y una profundidad de siete metros por debajo de la bajamar. El canal se puso en servicio en agosto de 1968 cuando aún faltaban 400 metros para su apertura total.
El canal estuvo en servicio hasta el 7 de febrero de 2006, mientras duraron las ampliaciones del puerto de Bilbao. Con la salida del buque Fri River, que descargó 3051 bobinas de acero, se que puso punto final a las actividades portuarias de la villa, con excepción del muelle de Zorroza, todavía en actividad.

## Puentes
En 2008, el distrito está unido al resto de la villa por una avenida (la avenida de las Universidades) dos puentes y una pasarela peatonal. 

### Puente de Deusto

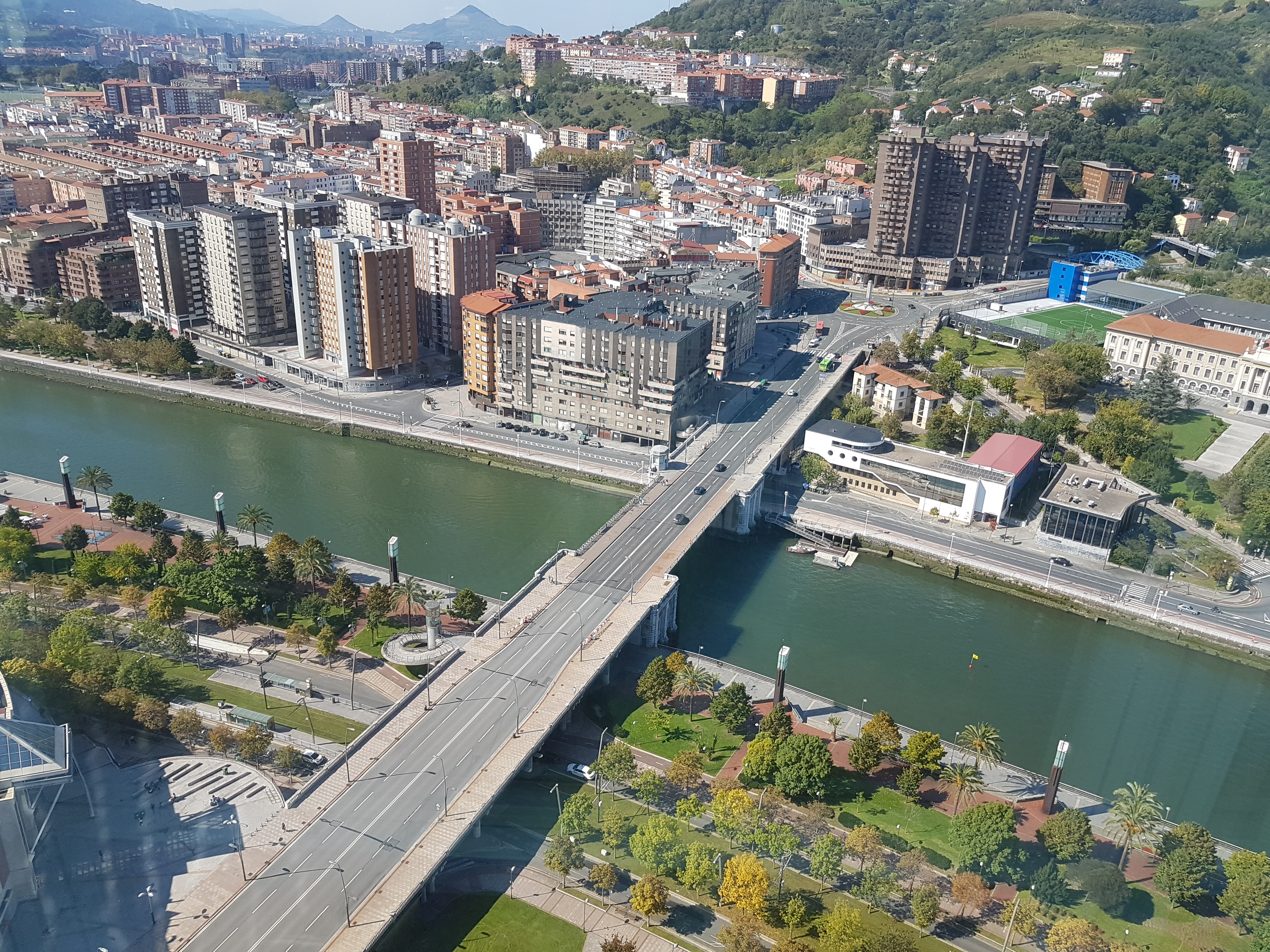
El puente de Deusto desde la torre Iberdrola.

El puente de Deusto es un puente levadizo que conecta el barrio de San Pedro de Deusto-La Ribera con el distrito de Abando, justo en el límite entre los barrios de Abando e Indauchu. Fue construido el 13 de diciembre de 1936 bajo las órdenes del ingeniero Ignacio de Rotaeche, pero fue volado seis meses más tarde, durante la Guerra Civil. Su reconstrucción se terminó a fines de 1937, manteniendo los planes anteriores.

### Puente Euskalduna
El puente Euskalduna se ubica sobre los que fueron los astilleros homónimos y, al igual que el puente de Deusto, une San Pedro de Deusto-La Ribera con Abando. Fue inaugurado el 18 de abril de 1997. Una obra de Javier Manterola, se caracteriza por su planta curva y por presentar una calzada de dos carriles y una acera cubierta.

## Transporte público
Deusto está comunicado por una amplia red de los servicios de transporte público de la ciudad y la provincia. 

### Autobús
El servicio de autobuses urbanos, Bilbobus, comunica principalmente el distrito con el centro de la ciudad, aunque también discurre a otros barrios periféricos. Por su parte, Bizkaibus, el servicio de autobuses de la provincia de Vizcaya, tiene frecuentes líneas y numerosas paradas en el distrito, principalmente de aquellas líneas que parten de Abando para dirigirse a los municipios de Munguialdea, Margen derecha y al campus de Lejona de la Universidad del País Vasco.

### Metro de Bilbao

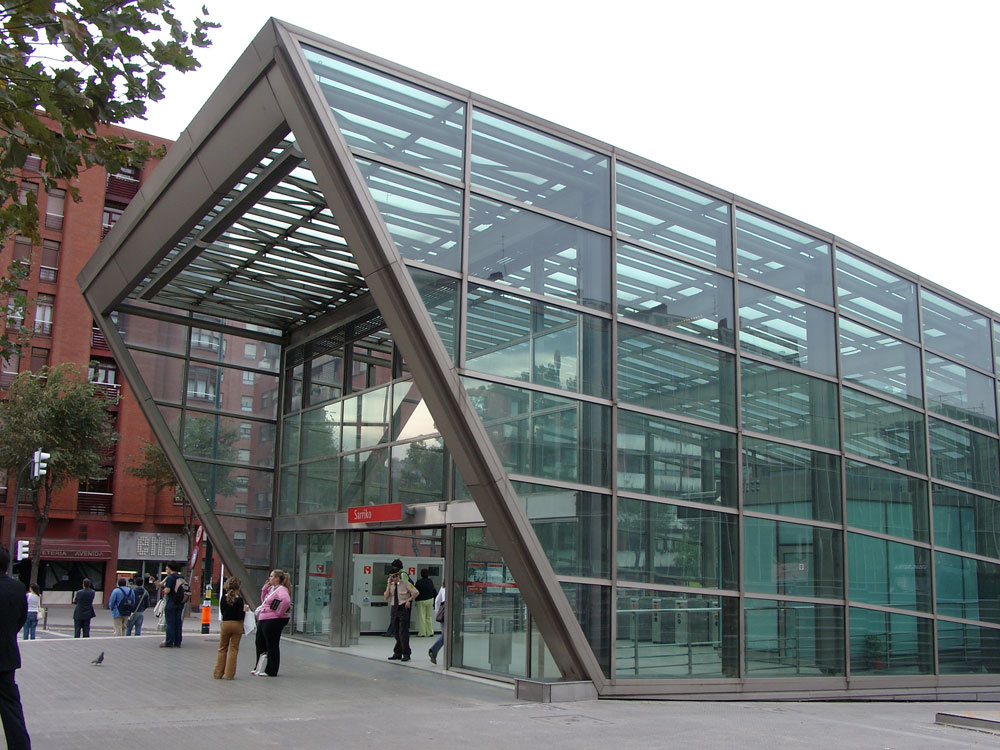
Estación de Sarriko.

Las obras del metro de Bilbao en el distrito fueron de las primeras que se llevaron a cabo en la villa, seguidas a las realizadas en Abando. En 1989 comenzaron las obras, y la red fue inaugurada el 11 de noviembre de 1995. Actualmente pasa por el distrito el llamado tronco común de las líneas 1 y 2, y existen tres paradas, Deusto, Sarriko y San Inazio, en la que ambas líneas se dividen para continuar en los municipios de Erandio y Baracaldo. Todas las estaciones se encuentran en la arteria principal del distrito, la avenida Lehendakari Aguirre. Cabe destacar que ninguna de las paradas del distrito cuenta con el clásico fosterito de entrada a la estación a excepción de dos bocas en San Inazio.

### Euskotren Trena
Desde Deusto partía la línea 4 de Euskotren Trena, que, tras pasar por el Casco Viejo de Bilbao, llegaba hasta el municipio de Lezama. Dentro del distrito se encontraban las paradas Deustu en la calle Ramón y Cajal y Unibertsitatea, próxima a la Universidad de Deusto. Actualmente, este tramo está en desuso. Anteriormente formaba parte de la línea ferroviaria que enlazaba Bilbao con Plencia con otras paradas en Ibarrekolanda (apeadero) y San Ignacio.

### Euskotren Tranbia
Existe un proyecto de llevar el tranvía a la isla de Zorrozaurre, cruzando la ría por un volado añadido al puente Euskalduna. El tranvía recorrerá el barrio a lo largo del mismo, en línea recta siguiendo su avenida principal. También se tienen proyectadas cuatro paradas.